# Open LFB
L’Open LFB est une compétition de Basket-ball féminin française instaurée par la Ligue féminine de basket active de 2005 à 2019.

## Historique
Le principe était de regrouper l'intégralité des équipes de LFB en un seul même site. Durant deux éditions (2002 au Temple-sur-Lot et 2003 à Orléans), l'Open se disputait sous forme d'un tournoi de pré-saison.
Mais pour la saison 2005-2006, la Ligue a décidé de faire jouer la première journée à Paris, au stade Pierre-de-Coubertin, afin de faire la promotion du basket féminin dans la capitale.
L'Open est donc une façon de promouvoir la Ligue féminine de basket, et l'obtention du Prix spécial du Jury des Trophées Sporsora du Marketing sportif 2006 encourage les organisateurs à renouveler l'expérience.
En avril 2020, la LFB annonce que l'Open LFB ne sera pas renouvelé. L'événement doit être remplacé par une journée des médias au cours de laquelle se jouera le Match des Champions.

## Résultats

### 2019-2020
Tous les matchs sot diffusés sur RMC Sport 2.
Samedi 5 octobre :
- 13h30 : Saint-Amand 82-73 (a.p.) Nantes-Rezé[2]
- 16h00 : Basket Landes 71-58 Flammes Carolo[3]
- 18h30 : LDLC ASVEL 70-64 Bourges (Match des Champions)[4]

Dimanche 6 octobre :
- 13h30 :  Lattes-Montpellier 67-59 Charnay[5]
- 16h00 : Tarbes 67-60 Landerneau[6]
- 18h30 : Roche Vendée 100-60 Villeneuve-d'Ascq[7].

### 2016-2017
Le douzième Open LFB 2016 est programmé les 1er et 2 octobre toujours à Paris, mais dans un nouveau lieu, la Halle Georges-Carpentier avec six rencontres, la LFB ayant été réduite à douze formations
Samedi 1er octobre :
- 15h30 : Cavigal Nice 67-93 Angers
- 18h00 : Saint-Amand 62-70 Basket Landes
- 20h30 : Bourges 57-63 Lattes-Montpellier (Match des Champions, en direct sur SFR Sport 2[9])

Dimanche 2 octobre :
- 13h30 : Nantes-Rezé 58-65 Flammes Carolo
- 15h45 : Tarbes 67-73 Lyon
- 18h00 : Villeneuve-d'Ascq 63-67 USO Mondeville

### 2015-2016
L’Open LFB 2015 est prévu les 26 et 27 septembre 2015 avec une affiche faisant allusion à celle de la série télévisée Friends.
Samedi :
- Nantes-Rezé - COB Calais
- Flammes Carolo - Basket Landes
- Toulouse - USO Mondeville
- Match des Champions : Bourges - Lattes-Montpellier

Dimanche:
- Villeneuve-d'Ascq - Lyon
- Hainaut - Angers
- Cavigal Nice - Arras

### 2014-2015
Samedi :
- Saint-Amand 72 - 83 Tarbes Gespe Bigorre
- Angers 61 - 66 Arras
- Lyon 70 - 78 USO Mondeville
- Match des Champions[13] : Bourges 77 - 62 Lattes Montpellier

Le Match des Champions oppose le vainqueur du championnat LFB à celui de la Coupe de France. Le résultat ne compte pas pour le championnat.
Dimanche:
- Toulouse 64 - 68 Flammes Carolo basket
- Basket Landes 59 - 54 Villeneuve-d'Ascq
- Nantes-Rezé 81 - 48 COB Calais

Julie Barennes donne un avis décalé sur l'Open : « Normalement le vendredi est aussi réservé à la rencontre avec les médias. Il est vrai que le basket Français féminin est de mieux en mieux couvert, mais honnêtement je pense que ce qui les intéresse vraiment c’est notre icône Caps. Pour les autres c’est juste le moment de solitude, mis à part si ton quotidien régional a un peu d’argent et a pu venir (...) Malgré tous ses détails, l’Open c’est aussi et surtout du basket. Le moment de voir toutes les équipes, d’avoir un jugement. Certaines impressionnent d’autres déçoivent, d’autres surprennent. Il y a un vrai aspect psychologique sur ce premier match. »

### 2013-2014

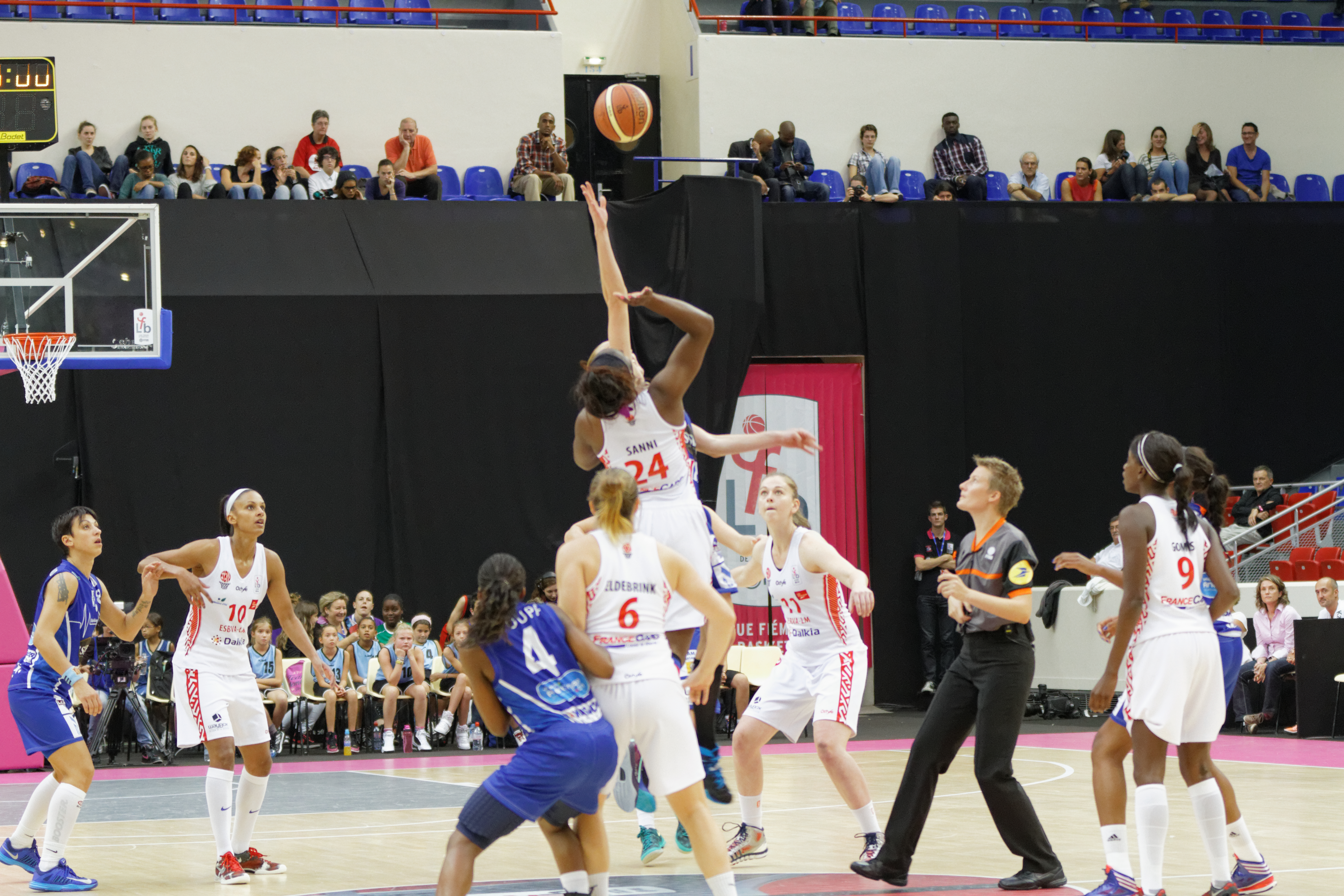
La rencontre Villeneuve d'Ascq - Basket Landes pendant l'Open LFB 2013.

Le 9e Open LFB a lieu les 5 et 6 octobre 2013 :
- Toulouse - USO Mondeville 60-73
- Villeneuve-d'Ascq - Basket Landes 62-58
- Flammes Carolo basket - Tarbes Gespe Bigorre 75-48
- Bourges - Angers 83-43
- Saint-Amand Hainaut Basket - Nantes Rezé 65-80
- Lattes Montpellier - Nice 66-57
- Arras - Lyon 51-69

### 2012-2013

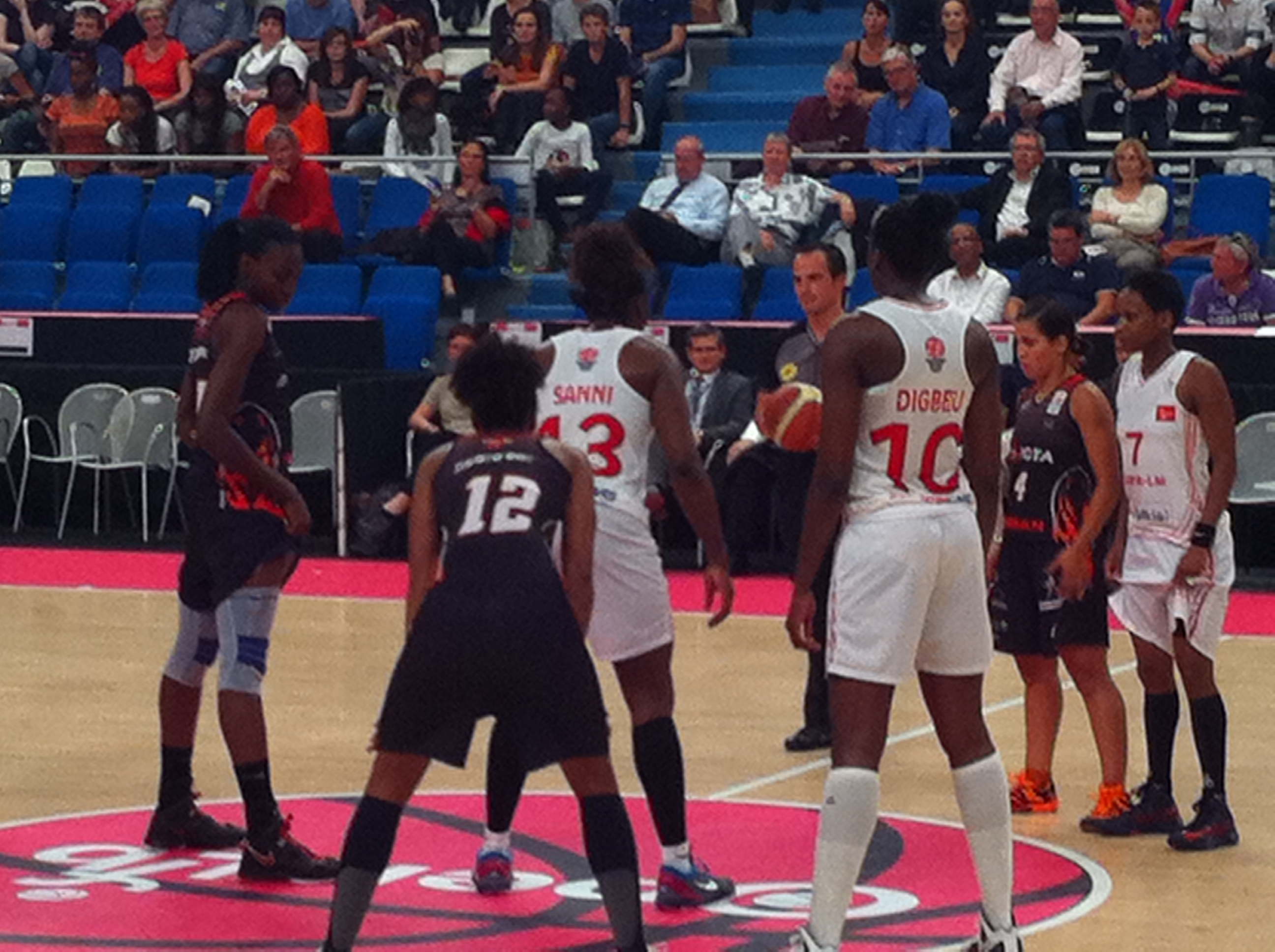
Le coup d'envoi de la rencontre Villeneuve d'Ascq - Charleville-Mézières pendant l'Open LFB 2012.

Le 8e Open LFB a lieu les 22 et 23 septembre 2012 :
- Nantes Rezé - Pays d'Aix 55-51
- Lyon - Arras 75-63
- Basket Landes - Tarbes Gespe Bigorre 68-64
- Bourges - Perpignan 66-55
- Union Hainaut Saint-Amand - USO Mondeville 40-71
- Lattes Montpellier - Toulouse 65-45
- Villeneuve-d'Ascq - Charleville-Mézières 48-59

### 2011-2012
Le 7e Open LFB a lieu les 24 et 25 septembre 2011 :
- Lattes Montpellier - Union Hainaut Saint-Amand 73-60
- Nantes Rezé - Challes-les-Eaux 58-74
- Pays d'Aix - Villeneuve-d'Ascq 91-94
- Bourges - Nice 60-48
- USO Mondeville - Charleville-Mézières 53-52
- Arras - Basket Landes 77-52
- Tarbes Gespe Bigorre - Lyon 78-65

### 2010-2011

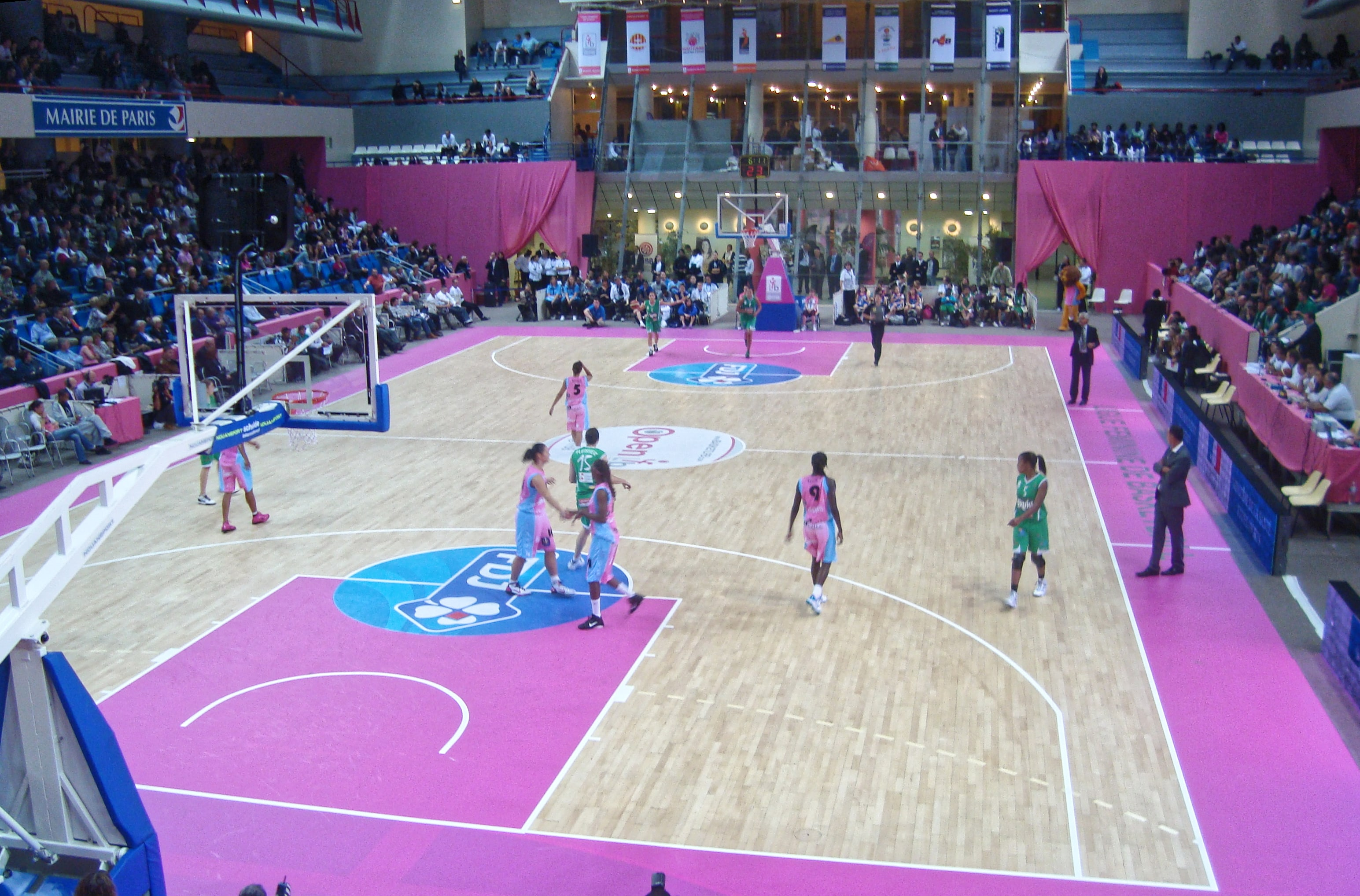
La rencontre Challes - Tarbes pendant l'Open LFB 2010.

Le 6e Open LFB a lieu les 16 et 17 octobre 2010 :
- Toulouse - Pays d'Aix 80-86 (a.p.)
- COB Calais - USO Mondeville 51-81
- Arras - Challes-les-Eaux 66-70
- Tarbes Gespe Bigorre - Charleville-Mézières 60-57
- Nantes Rezé - Lattes Montpellier 66-49
- Basket Landes - Villeneuve-d'Ascq 68-65
- Bourges - Union Hainaut Saint-Amand 59-48

### 2009-2010
Le 5e Open LFB a lieu les 26 et 27 septembre 2009 :
- COB Calais - USO Mondeville: 71-93
- Basket Landes -  ASPTT Arras Basket: 65-73
- Villeneuve-d'Ascq - SO Armentières: 77-55
- CJM Bourges Basket - Toulouse Métropole Basket: 62-58
- Pays d'Aix Basket 13 - Rezé-Nantes Basket 44: 77-90
- Challes-les-Eaux Basket - Lattes Montpellier: 73-70
- Tarbes Gespe Bigorre - Limoges ABC: 102-53

### 2008-2009
Le 4e Open LFB a lieu les 27 et 28 septembre 2008 :
- Reims - Tarbes 60-70
- USO Mondeville - Clermont-Ferrand 72-76
- Villeneuve-d'Ascq - Pays d'Aix Basket 13 64-52
- Bourges - Basket Landes 83-51
- Arras - Challes-les-Eaux 63-72
- Lattes Montpellier - Rezé-Nantes Basket 44 79-41
- Union Hainaut Basket - COB Calais 63-57

### 2007-2008
Le 3e Open LFB a lieu les 27 et 28 octobre 2007 :
- Aix-en-Provence - Mourenx 72-74 (a.p.)
- Lattes Montpellier - Arras 86-58
- Tarbes - Saint-Amand 66-53
- Valenciennes - Reims 67-64
- Clermont-Ferrand - Villeneuve-d'Ascq 72-58
- Challes-les-Eaux - USO Mondeville 74-59
- Bourges - COB Calais 89-63

### 2006-2007
Le 2e Open LFB a lieu les 14 et 15 octobre 2006 :
- Challes-les-Eaux - Tarbes 68-53
- Nice - Villeneuve-d'Ascq 59-83
- USO Mondeville - Clermont-Ferrand 79-35
- Mourenx - Lattes Montpellier 57-72
- Bourges - Arras 68-66
- Valenciennes - COB Calais 65-43
- Saint-Amand - Aix-en-Provence 62-73

### 2005-2006
Le 1er Open LFB a lieu les 1er et 2 octobre 2005 :
- Villeneuve-d'Ascq - Challes-les-Eaux 80-51
- Tarbes GB - Strasbourg 92-62
- Aix en Provence - Nice 63-53
- Bourges - Saint-Amand 66-61
- Clermont-Ferrand - COB Calais 73-84
- Lattes Montpellier - USO Mondeville 73-78
- Valenciennes - Mourenx 94-59